# Constantijn X Doukas

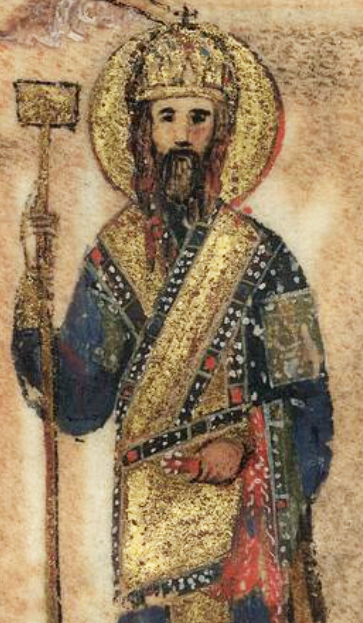
Portret in de Barberini-psalter

Constantijn X Doukas (Grieks: Κωνσταντίνος Ι΄ Δούκας, Kōnstantinos X Doukas) (1006 - 1067) was keizer van Byzantium van 1059 tot 1067
De burgerlijke partij van Psellus en de kerk brachten in 1059 de militair Isaak I Komnenos ten val en zette Constantijn X uit het geslacht Doukai op de troon. Hij was een goede vriend van Psellus en hij liet hem grotendeels zijn zoon, de latere Michael VII, opvoeden. Constantijn gaf op alle fronten toe aan de hebzucht van de hofkringen en maakte zo ongeveer iedereen senator. Het leger werd volledig verwaarloosd en de staatsfinanciën aan de rand van de afgrond gebracht. De gevolgen bleven niet uit.
In Zuid-Italië boekte Robert Guiscard (sinds 1059) het ene succes na het andere, de Hongaren veroverden in 1064 Belgrado. De Kumanen kwamen uit de vlaktes van Oekraïne de Balkan op, de Uzen en Petsjenegen voor zich uit drijvend. Byzantium werd echter gedeeltelijk gered door het uitbreken van een ziekte. Een deel van de barbaren kwam toch over de grens met alle gebruikelijke gevolgen.
De nieuwe tegenstanders in het Oosten waren de Seltsjoeken. Het Seltsjoekenrijk omspande  Perzië en Mesopotamië. Toen Bagrat IV van Georgië toenadering zocht met de nieuwe sultan Alp Arslan, wekte dat de woede van Constantijn. Het conflict dat erop volgde betekende het verlies van Armenië (1065) voor Byzantium en de plundering van Cilicië. In 1067 bestormden de Seltsjoeken ook Caesarea.
In mei van dat jaar stierf Constantijn en in naam van de minderjarige kroonprins Michael VII zette zijn vrouw Eudokia Makrembolitissa, samen met Psellus, het bewind voort. Op nieuwjaarsdag 1068 werd echter Romanos IV Diogenes keizer, doordat de partij van het leger (zeer tegen de zin van Psellus) Eudokia ervan overtuigd had met de generaal te trouwen. Zij zag blijkbaar de ernst van de toestand beter in dan Psellus. Deze deed namelijk niet anders dan tegen Romanos samenspannen, terwijl de nieuwe keizer vertwijfeld probeerde het verwaarloosde rijk te redden.
Zijn zoon Michael trouwde met Maria van Alanië, de dochter van Bagrat IV van Georgië, en in 1071 werd hij keizer.